# Gustave Monod (chirurgien)
Pour les articles homonymes, voir Monod.
Ne doit pas être confondu avec Gustave Monod (pédagogue).
Frédéric Clément Constantin Gustave Monod, né le 30 décembre 1803 à Copenhague et mort à Paris le 16 octobre 1890, est un chirurgien et professeur de médecine français, cofondateur en 1843 de l'Académie nationale de chirurgie.

## Biographie
Gustave Monod soutient sa thèse de docteur en chirurgie en 1831. La même année, il est reçu au concours de chirurgien des hôpitaux de Paris. En 1832, il obtient l'agrégation de médecine et est nommé professeur à la faculté de médecine de Paris.
Il épouse Jeanne Caroline Barnes Good (1813 -1885). Il est le père de Charles Monod (1843-1921), qui sera lui aussi professeur de médecine et chirurgien des hôpitaux de Paris,.
En 1849, il est membre du conseil de surveillance de l'administration de l'assistance publique. Il est chirurgien du diaconat de l'Église réformée de Paris, de la Société protestante de secours et de l'hôpital des diaconesses de Reuilly.
Durant la guerre franco-prussienne de 1870, il est chirurgien en chef de l'ambulance protestante Chaptal et co-président de la Société protestante de secours pour les victimes de la guerre.

## Publications
- Des Frictions sèches, de l'importance des frictions sèches pour la conservation de la santé et la guérison de quelques maladies, 1889.
- La Famille Monod : Portraits et souvenirs, 1890 [lire en ligne], sur archives.org.

## Distinctions
Gustave Monod est, en 1843, membre fondateur de l'Académie nationale de chirurgie, et en est le président en 1846. Il est membre de la Société anatomique de Paris en 1826 et en est le secrétaire en 1828.
Il est fait chevalier de l'ordre national de la Légion d'honneur le 26 septembre 1848 et promu officier le 22 février 1871.